# Strausz Antal
Strauszenberghi Strausz Antal József (Nagylengyel, 1872. április 2. – Nagylengyel, 1935. július 5.) római katolikus pap, veszprémi kanonok, zsinati bíró, zalai főesperes, bői címzetes prépost. Fivére, strauszenberghi Strausz Flórián (1863-1952) pápai prélátus, alsólendvai esperes.

## Családja és származása
A római katolikus nemesi származású strauszenbergi Strausz családban született. Ősapja, a Mosonmagyaróváron lakó strauszenberghi Strausz Ferenc Márton volt, aki 1702 május 26.-án szerzett indigenátust (a nemesség magyar honosságát) valamint családi címert I. Lipót magyar királytól. Strausz Antal 1872. április 2.-án született Nagylengyelben strauszenberghi Strausz Ferenc (1829-1880) és Rieger Julianna (1838–1902) gyermekeként. Testvére Strausz Flórián (1863-1952) pápai prélátus, alsólendvai esperes volt. Unokatestvéri: strauszenberghi dr. Strausz Sándor Domonkos (1867-1932) jogász, Komárom vármegyei királyi itélő táblai bíró, valamint strauszenberghi Strausz Farkas (1863–1946), MÁV főellenőr, nagylengyeli földbirtokos volt, akik strauszenberghi Strausz Sándor 
(1831–1922), nagylengyeli földbirtokosnak és boldogfai Farkas Krisztina (1837–1883) asszonynak a fiai voltak.

## Élete
Elemi iskolai tanulmányait Nagylengyelben és Pinkafőn, a gimnáziumot Zalaegerszegen, Nagykanizsán és Veszprémben végezte. A veszprémi szeminárium elvégzését követően 1895. június havában szentelték pappá Veszprémben. 1895 és 1899 között Zalaszentbalázson, 1899 és 1905 között előbb Tapolcán, majd Veszprémben káplán. 1905. május 1-jétől 1923-ig Zalamerenyén plébános. 1930-tól haláláig zalai főesperes. Zalamerenyén helyreállíttatta és bővíttette a plébániai épületeket, palával födette a templom tetejét és horganyzott bádoglemezzel annak toronysisakját.
Nagylengyelben a családi földbirtokán és szülőháza helyén római katolikus elemi iskolát, valamint zárdát alapított premontrei apácák részére 1927-ben, amelynek kápolnájában temették el 1935-ben.

## Művei
- A veszprémi plébánia története (Veszprémi Hírl. 1901:49-51. sz.; 1902:1-28. sz.)
- A veszprémi szent László-templom története. A templom fölszentelésének örömünnepére. Veszprém, 1902.
- A veszprémi káptalan könyvtárának Czímtára. Veszprém, 1904. (Ism. M. Könyv-Szemle 1905.)
- Szent beszéd... 1904. VII. 3-án... Siófokon... Veszprém, 1904.
- A mernyei plébánia története (Veszprémi Hírl. 1908:15-18. sz.)
- A veszprémi nagyprépostok 1630-1930. Bp., 1930. (Különnyomat Veszprémvm.)